# Aghsán
Aghsán (in arabo ﺍﻏﺼﺎﻥ, Rami ), è l'appellativo con cui vengono chiamati nella letteratura della Fede Bahá’í, la religione fondata da Bahá'u'lláh, i discendenti maschi di Bahá'u'lláh stesso.

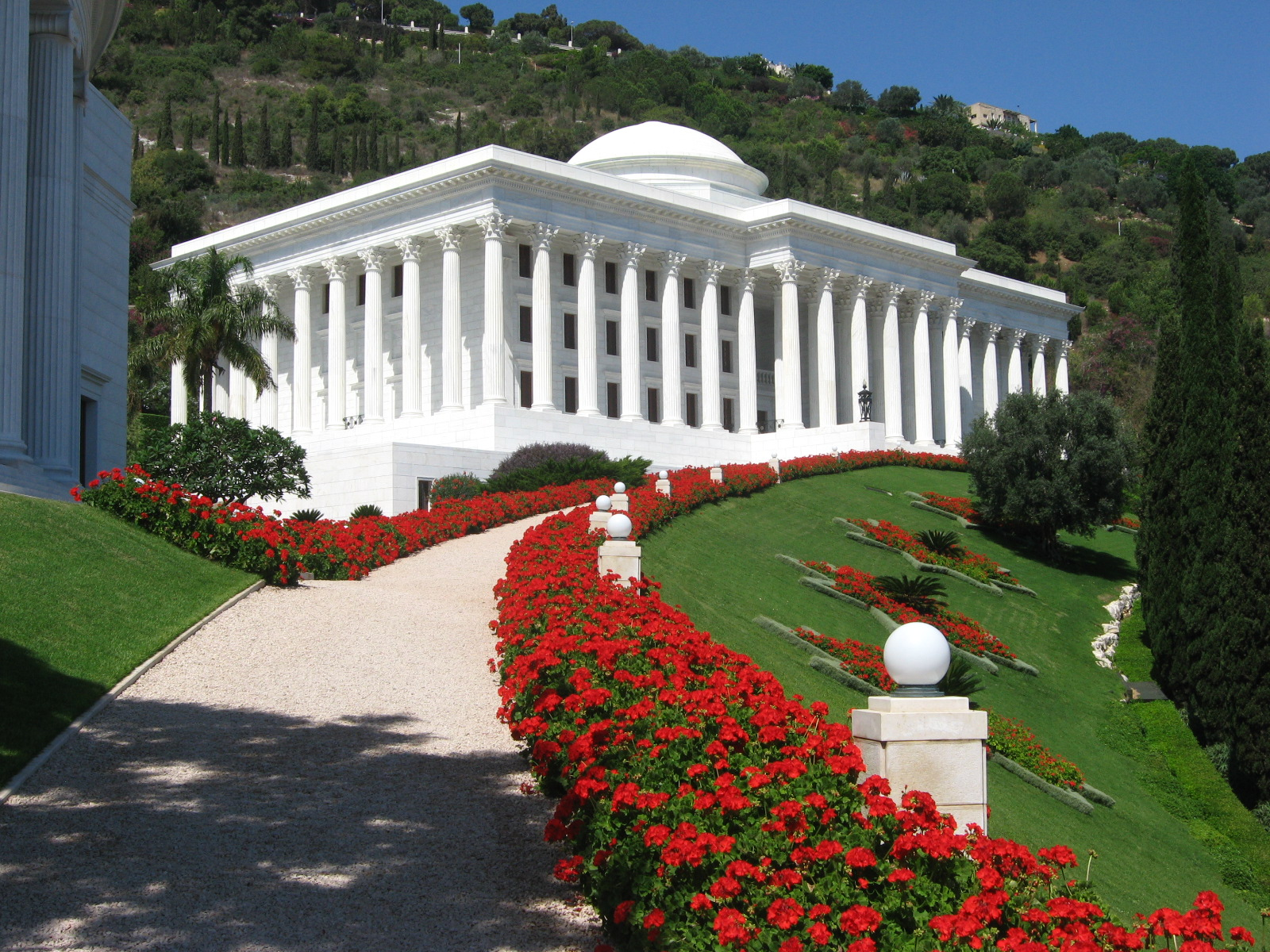
Casa Universale di Giustizia Bahá’í

Essere Aghsán ha comportato particolari implicazioni sia per i propri doveri nei confronti della Fede, sia in ordine alla successione di Bahá'u'lláh e di suo figlio 'Abdu'l-Bahá.

## Custodia della Fede
`Abdul-Bahá dispose nel suo testamento l'istituto della "Custodia della Fede", corrispondente alla Custodia ereditaria.
Nominò Shoghi Effendi primo Custode della Fede stabilendo che questi avrebbe nominato il proprio successore tra i propri discendenti maschi diretti o in mancanza di essi tra i discendenti maschi di Bahá'u'lláh.
La nomina avrebbe dovuto essere poi ratificata dalle Mani della Causa di Dio.

## Successione
Shoghi Effendi morì il 4 novembre 1957 senza lasciare discendenti e senza avere nominato il proprio successore, né aveva lasciato indicazioni in merito alla sua successione, come attestato dalle Mani della Causa che ne avrebbero dovuto ratificare la scelta.
La Casa Universale di Giustizia, l'unica Istituzione competente a risolvere le fattispecie non previste, stabilì non essere possibile, proprio per l'assenza del prerequisito, nominare un successore a Shoghi Effendi, che rimase il primo e l'ultimo Custode della Fede.
Attualmente la leadeship della Fede bahai è passata come previsto negli scritti di Bahá'u'lláh alla Casa Universale di Giustizia.